# Pouilly-sur-Vingeanne
 Pouilly-sur-Vingeanne  là một xã thuộc tỉnh Côte-d’Or trong vùng Bourgogne miền đông nước Pháp.